# Leptocarpus (kreeft)
Leptocarpus is een geslacht van kreeftachtigen uit de klasse van de Malacostraca (hogere kreeftachtigen).

## Soorten
- Leptocarpus fluminicola (Kemp, 1917)
- Leptocarpus kempi Jayachandran, 1992
- Leptocarpus potamiscus (Kemp, 1917)